# Crisis diplomática

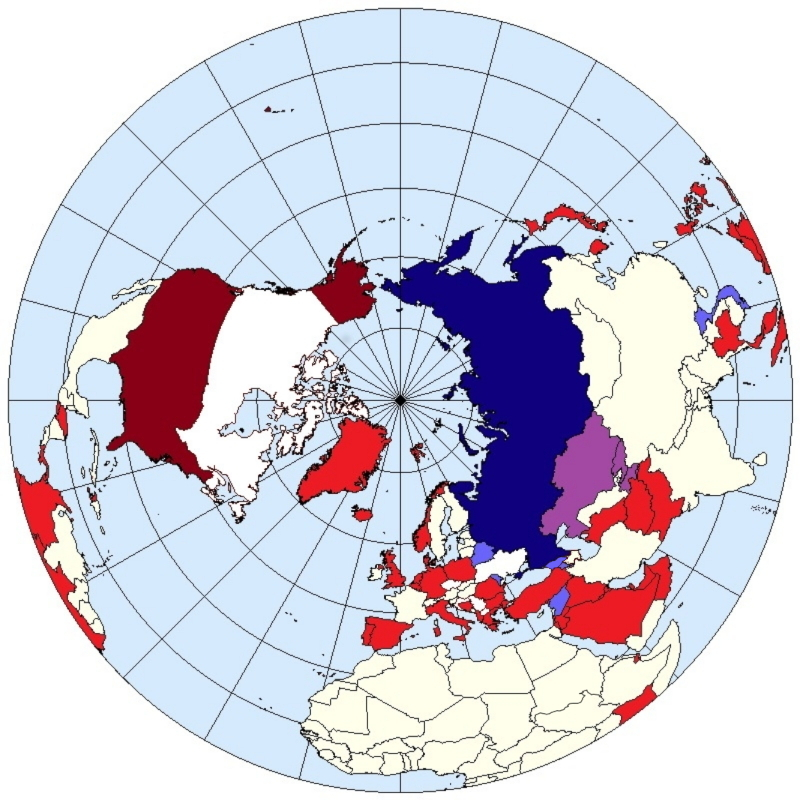
La Nueva Guerra Fría es actualmente la crisis diplomática más amplia desde la caída de la Unión Soviética y el auge del capitalismo.

Crisis diplomática o crisis internacional es una situación grave en el ámbito de las relaciones internacionales, más importante que un affaire ("asunto") o incidente diplomático, puesto que amenaza seriamente la paz y puede llevar a la guerra. También puede ocurrir que un incidente diplomático o internacional, inicialmente menor, se agrave hasta convertirse en una verdadera crisis de gran magnitud.
Las crisis diplomáticas o internacionales pueden resolverse pacíficamente mediante las vías diplomáticas (negociación bilateral o multilateral, mediación, arbitraje, remisión a instituciones internacionales, etc.), lo que significa que una o las dos partes ceden en sus pretensiones originales; si no ocurre así, se resuelven por la vía de los hechos, buscando cada parte implicada su satisfacción mediante la fuerza.
Tanto las crisis como los incidentes diplomáticos son coyunturas puntuales, de duración limitada, en el seno de un conflicto, disputa, contencioso o cuestión diplomática, que, al contrario que incidentes o crisis, puede mantenerse en el tiempo (en algunos casos durante siglos -cuestión de Oriente, de Gibraltar, de las Malvinas,  de Alsacia y Lorena, de Corea, la disputa del Mar de la China Meridional, el conflicto de Cachemira o el conflicto árabe-israelí-) bajo todo tipo de relaciones entre los países en conflicto; incluso inactivarse temporalmente como "conflicto congelado".

## Historia

### Sistemas bismarkianos y Paz armada
- Crisis de Neuchâtel (23 de septiembre de 1856, entre Suiza y el Reino de Prusia; terminó con la mediación del Segundo Imperio francés -reunión de un congreso el 5 de marzo de 1857- y la firma de un tratado en París el 26 de mayo de 1857)
- Crisis del telegrama de Ems (13 de julio de 1870: lo que podría haber sido menos que un incidente, pues se originó en un malentendido diplomático -el texto de un telegrama manipulado hábilmente por Bismark en el contexto de conversaciones informales en torno a qué príncipe europeo sería elegido como rey de España- se convirtió en el casus belli de la guerra franco-prusiana, al no interesar a ninguna de las partes reconducirlo diplomáticamente).
- Crisis del mapa rosa (11 de enero de 1890, entre Portugal y el Reino Unido, por un territorio de África meridional -el mapa cor-de-rosa- clave para la consecución del imperio continuo de ambas potencias coloniales; Portugal cedió, aceptando el trazado de las fronteras de Angola y Mozambique en un tratado el 20 de agosto, lo que fue considerado una humillación por la opinión pública portuguesa y está entre las causas que promovieron la revolución republicana).
- Crisis de Fachoda (1898, entre la República francesa y el Reino Unido por Sudán; lo que en principio podría haber sido un desencadenante de una guerra colonial o incluso europea de grandes dimensiones, pues afectaba a intereses geoestratégicos clave, fue objeto de negociaciones que identificaron los superiores intereses de ambas potencias por mantener relaciones amistosas, que se terminaron concretando en la Entente Cordiale de 1904).
- Crisis de Tánger o primera crisis marroquí (1905-1906, por la visita del Kaiser a ese puerto).
- Crisis bosnia o crisis de la anexión (1908-1909, una coyuntura crítica en la "cuestión de Oriente", suscitada por la declaración de independencia del reino de Bulgaria y la declaración austrohúngara de anexión de Bosnia -territorio que hasta entonces administraba como potencia ocupante-).
- Crisis de Agadir o segunda crisis marroquí (1911, por la intervención naval alemana en ese puerto)
- Crisis de Sarajevo (1914, una nueva conyuntura crítica en la "cuestión de Oriente", suscitada por un atentado; el Imperio Austrohúngaro responsabilizó al Reino de Serbia; las potencias europeas no consiguieron o no desearon en este caso la resolución diplomática, con lo que se permitió la activación del complejo sistema de alizanzas que condujo a la Primera Guerra Mundial).

### Periodo de entreguerras
- Crisis de Renania (1936, por la remilitarización unilateral de la Alemania nazi; a pesar del incumplimiento del Tratado de Versalles, los aliados occidentales -Francia y Reino Unido- no consideraron necesario realizar movimientos hostiles contra Alemania y permitieron en la práctica su rearme).
- Crisis de los Sudetes (24 de abril de 1938, entre la Alemania nazi y Checoslovaquia, que terminó con los Acuerdos de Múnich -30 de septiembre- calificados como "política de apaciguamiento" y concesiones a Alemania por parte de los aliados occidentales). Previamente se había producido el Anschulss (anexión de Austria, 12 de marzo de 1938), que ni siquiera produjo una crisis diplomática, sino simples notas de protesta diplomáticas sin mayores repercusiones. En cambio, pocos años antes, el intento de golpe de Estado nazi en Austria de 25 de julio de 1934 sí había producido un incidente mayor, al movilizar Mussolini las tropas italianas en la frontera para evitar cualquier intervención alemana (que no se llegó a producir en ese momento).
- Crisis de Dánzig (28 de abril de 1939, por el puerto de Dánzig, salida al mar de Polonia y que Alemania reivindicaba; en este caso los aliados occidentales consideraron necesario poner fin a la política de apaciguamiento y lanzar un ultimátum a Alemania, que había bombardeado la ciudad el 1 de septiembre; al no retirarse las tropas, provocó el comienzo de la Segunda Guerra Mundial -declarada técnicamente por los aliados el 3 de septiembre-).

### Guerra Fría
- Bloqueo de Berlín (mantenido por la Unión Soviética contra los aliados occidentales -Francia, Reino Unido y Estados Unidos- del 24 de junio de 1948 al 12 de mayo de 1949).
- Crisis de Suez (1956, por la nacionalización del Canal por Nasser, que llevó al Reino Unido y Francia a apoyar a Israel frente a Egipto).
- Crisis de los misiles de Cuba (1962, entre la Unión Soviética y Estados Unidos por el despliegue de misiles soviéticos en Cuba, al que se respondió con un bloqueo naval estadounidense).
- Crisis fronteriza sino-soviética (2 de marzo-11 de septiembre de 1969: el conflicto se explicitó en 1954 y los incidentes se fueron acumulando desde 1960 -cinco mil denuncias de violaciones fronterizas por cada lado-; la crisis se planteó con enfrentamientos armados limitados a unidades de frontera en la isla de Zenbao o Damanski; ambas partes decidieron no proseguir las provocaciones, ante la posibilidad de una escalada que llegara al uso de armas nucleares).

### Nuevo contexto internacional
- Crisis de los rehenes de la embajada estadounidense en Irán (1979-1981, entre Estados Unidos e Irán).
- Crisis de los euromisiles (1983:[7] la última crisis "clásica" de la guerra fría, que tuvo su punto culminante en los ejercicios Able Archer 83 -del 2 al 11 de noviembre-; las olimpiadas de 1980 -Moscú- y 1984 -Los Ángeles- fueron boicoteadas respectivamente por cada superpotencia -inicialmente, por la invasión soviética de Afganistán-; el Tratado INF -8 de diciembre de 1987- puso fin al conflicto de los misiles de alcance intermedio, ya en una situación internacional mucho más relajada -con Gorbachov en el poder desde 1985-)
- Crisis de la Corbeta Caldas (1987, entre Colombia y Venezuela)
- Crisis indo-pakistaní de 2001-2002 o crisis de Cachemira (13 de diciembre de 2001-octubre de 2002; tras un ataque terrorista al parlamento indio, se produjo una escalada de movilización militar a lo largo de la frontera internacional entre ambos países en la zona de Cachemira -territorio que ambos reclaman desde la partición de la India, 1947 y que ya había producido conflictos militares mayores, como la guerra indo-pakistaní de 1947, de 1965 y de 1971 o menores, como la llamada guerra de Kargil de 1999-; la crisis se recondujo diplomáticamente por mediación estadounidense, interesada en la colaboración de ambos, especialmente de Pakistán, en la llamada guerra contra el terrorismo, su principal interés desde los atentados del 11 de septiembre de 2001).[8]
- Crisis de las armas de destrucción masiva o crisis del desarme de Irak (la resolución 1441 del Consejo de Seguridad de la ONU -8 de noviembre de 2002- había permitido inspecciones -informe Blix- que no satisficieron a los Estados Unidos; diplomacy had failed, "la diplomacia ha fallado", dijo el presidente George W. Bush, que convocó la cumbre de las Azores -15 al 16 de marzo de 2003- con los líderes que le apoyaron para el inicio de la guerra de Irak -20 de marzo-)[9]
- Crisis diplomática de Colombia con Ecuador y Venezuela de 2008
- Crisis diplomática entre Ecuador y Reino Unido en 2012
- Crisis en Corea de 2013 (entre Corea del Norte y Corea del Sur)
- Crisis diplomática entre Colombia y Venezuela de 2013
- Crisis ruso-ucraniana de 2021-2022